# František Hlavatý
František Hlavatý (11. února 1931, Komárov – 27. října 2013, Plzeň) byl český fotbalista, brankář, reprezentant Československa.
Za československou reprezentaci odehrál v roce 1955 jeden zápas (přátelské utkání s Bulharskem), čtyřikrát nastoupil i za reprezentační B mužstvo a čtyřikrát za olympijský výběr. V lize odchytal 160 utkání. Hrál za ČH Bratislava (1947–1951 a Spartak Plzeň (1952–1958). S ČH (Interem) se stal mistrem republiky v roce 1959. Startoval čtyřikrát v evropských pohárech.
Patřil ke skvělé brankářské generaci padesátých a šedesátých let. Narodil se v Komárově u Hořovic 11. 2. 1931, byl v juniorském výběru Československa a po vojně v Chebu chytal v letech 1953–1961 za Červenou hviezdu Bratislava, se kterou získal v roce 1959 titul mistra republiky. V roce 1955 reprezentoval Československo proti Bulharsku a chytal i za reprezentační béčko a olympioniky. V roce 1961 přestoupil do tehdejšího Spartaku Plzeň, kde působil až do roku 1965. V brance se střídal s Františkem Čalounem a nezapomenutelný výkon podal v památném utkání s brazilským Flamengem v dubnu roku 1962. Brazilským hvězdám bravurně vychytal všechny vyložené šance a měl obrovský podíl na překvapivém vítězství plzeňského týmu 2:1. Po skončení aktivní kariéry se věnoval trenérské činnosti.